# Língua pomo setentrional
A língua Pomo Setentrional é uma extinta língua pomoana que já foi falada na área do lago Clear no condado de Lake (Califórnia) pelos “Habematolel do Upper Lake Pomo”, um dos diversos povos pomo.
A língua se extinguiu em 2005 com a morte de Elenor Stevenson Gonzales.
Mais informações sobre esta língua podem ser vistas na língua pomo meridional.

## Geografia
O povo Pomo está espalhado em seis áreas geográficas diferentes. Existem os pomos nordestinos, os pomos setentrionais, os pomos centrais, os pomos meridionais, os pomos do sudeste e os pomos orientais. Eles principalmente cercam a área fora do Lago Sonoma, que foi um dos principais recursos do povo central de Pomo. A madeira também é encontrada em torno da área onde residem os Pomo. Montanhas próximas à costa são cobertas durante a maior parte do caminho do Monte Tamalpais, na costa norte da Baía de São Francisco, em direção ao norte, com uma densa floresta de pau-brasil, Sequoia sempervirens. Pseudotsuga taxifolia é significativamente abundante na montanha da região, o abeto de Douglas e o cinturão de pau-brasil.
A área de terra ocupada pelo povo Pomo é dividida: a área principal se estende de oeste a leste no norte da Califórnia, da costa californiana até a faixa principal das montanhas da cordilheira. O espaço de norte a sul é entre a vizinhança de Santa Rosa para o vale de Sherwood. A segunda área é a menor das duas, sendo apenas das cabeceiras do riacho pedregoso dos condados de Colusa e Glenn. Ambas as áreas são povoadas por pessoas Pomo, mas a última área é povoada por tribos que falam um dialeto diferente da língua. Assim, as pessoas Pomo ocupam todo o vale do rio Russo, exceto por duas áreas, a primeira entre Geyserville e Healdsburg, e a segunda na extremidade extrema do vale de Potter. Para o oeste da população Pomo é o Oceano Pacífico; a leste, as pessoas de Yukian-Wappo e Wintun estão localizadas; para o norte, o povo Yuki e Athatpascan Kato; e para o sul o povo Moquelumnan. As pessoas Yuki e Athatpascan Kato que estão localizadas no ponto norte estão separadas do povo Pomo pelo divisor de águas entre os vales de Cahto e Sherwood. Por todo o norte da Califórnia, as verdadeiras tribos Pomo não existem mais. As maiores divisões geográficas e políticas são aldeias e corpos de poder que as rodeiam.

## História
Os índios pomo viviam em partes dos condados de Sonoma, Lake, Mendocino, Colusa e Glenn, na Califórnia. O território em que o Pomo residia contém duas partes: uma área principal que se estende de oeste a leste (da costa até a crista da cordilheira principal das montanhas da Cordilheira, e do sul para o norte (Santa Rosa até o vale de Sherwood). O Pomo ocupava todo o Vale do Rio Russo, exceto duas pequenas áreas ocupadas pelo povo da linhagem Yukian. No dialeto do norte, o termo "pomo" significa pessoas. Há cerca de sete dialetos em o norte da área de Pomo sob os nomes Pomo de Kai, Kastel, Kato e Yusal Pomo.
Na aparência, o Pomo se assemelha aos outros índios do centro-norte da Califórnia. Os Pomo são baixos (embora sejam mais altos e mais poderosos que seus vizinhos Yuki e Athapascan do norte), e tipicamente gordos (com as fêmeas sendo mais gordas). As pessoas também têm rostos grandes e as mulheres tatuam o queixo.
As mulheres Pomo são conhecidas por sua cestaria, que continha variedades de técnicas e variedades de padrões incomparáveis na América do Norte. Sua cestaria contém finura de acabamento e decorações especialmente com o uso de penas.
O povo Pomo é muito pouco natural e sua cultura é semelhante às tribos dos Wintun, Maidu e Yuki.
Os Pomo estavam mais na costa do sul que não foram influenciados por missões dos franciscanos no século XVIII e início do século XIX. Como em toda a maior parte da Califórnia, verdadeiras tribos realmente não existiam no povo Pomo. Sua maior divisão geográfica e geográfica é a vila e a terra circunvizinha.

## População
O grupo de dialetos do Pomo Central teve uma grande história. O termo "Pomo" também é usado por pessoas que não fazem parte do grupo. Eles se referem a si mesmos como Bokeya, que era o nome original dos Tribelet, ou o nome posterior, o Manchester Pomo. A tribo Bokeya original se estendia do rio Navarro até o rio Gualala. Aproximadamente cinco aldeias principais compuseram esta região de Pomo Central na qual a área total desta região é aproximadamente 300 milhas quadradas. Isso fez com que este território fosse o maior em comparação com os outros grupos de dialetos e consistia de uma faixa populacional de 380 a 1.190 pessoas. A tribo era principalmente auto-suficiente; eles tinham líderes, ocupações e fontes dos fundamentos básicos.
A tribo Bokeya foi encontrada por diferentes grupos europeus, todos com efeitos diferentes sobre a tribo. Os primeiros contatos foram breves, com efeitos diretos mínimos sobre a população. O contato russo foi mais direto, mas amigável, enquanto as intrusões mexicanas foram muito mais violentas. A República Mexicana tinha o controle da Califórnia em 1822, quando massacres e invasões de escravos haviam ocorrido. Isso afetou drasticamente a população do povo central de Pomo. A interação norte-americana esgotou ainda mais a população dessas pessoas durante a Corrida do Ouro da Califórnia. Eles usaram índios como trabalhadores escravos e os assassinaram por suas terras. Esforços foram criados para realocar as pessoas Pomo em reservas onde eles poderiam aprender a cultivar, mas isso eventualmente falhou. Alguns Bokeya originais tentaram voltar para sua terra natal apenas para encontrá-lo ocupado pelos americanos. A maior parte da população de Bokeya estava espalhada, mas um relatório indica que havia uma população de cerca de 100 Bokeya na parte norte da área nativa transformada. Com a minimização da tribo, sua cultura logo diminuiu.
A tribo Shanel localizada no vale de Hopland, no norte da Califórnia, fala o dialeto central de Pomo. Kroeber estimou uma população de cerca de 8 mil para toda a tribo Shanel. Em uma escala muito menor, Powers coloca o número em 1500 e Loeb aproxima cerca de 900 numa aldeia. Com o passar do tempo, as interações com pessoas de cultura não-indígena diminuíram o número de pessoas que falam o Central Pomo.
Muitas línguas das tribos indígenas originais que haviam habitado a América por volta de 1800 começaram a desaparecer e a se tornar extintas. O dialeto central de Pomo é um exemplo de extinção de línguas. Pelos encontros e interações entre Central Pomo e diferentes grupos de estrangeiros, a integração da cultura e da linguagem aconteceu ao longo do tempo, o que fez com que o número de falantes diminuísse ao longo dos últimos cem anos.
Há provavelmente cerca de uma dúzia de pessoas que podem falar o dialeto Central Pomo e que estão espalhadas por diferentes comunidades. Mesmo entre esses poucos, eles só falam inglês um com o outro e raramente falam o dialeto um com o outro.
Como Mithun afirma em seu estudo, a maioria dos falantes raramente se veem, e falam inglês um com o outro só quando o gravador está desligado.

## Gramática
A Linguagem Pomo Central é baseada em uma estrutura sistemática que consiste em pistas simbólicas para se relacionar com certos objetos ou ideias. Dentro da linguagem Central Pomo, os pronomes consistem em frases nominais completas. Com essas frases nominais completas, os pronomes também são usados na linguagem para transmitir certos pensamentos e ideias do falante para o ouvinte. Os falantes são capazes de transmitir esses pensamentos e ideias sem ter que usar qualquer dispositivo referencial. A linguagem Pomo segue uma estrutura altamente sistemática em que permite aos falantes comunicar através de pistas cognitivas e interativas. A linguagem depende fortemente do estado do falante e sua compreensão da identificação do eu.
Os pronomes encontrados no Central Pomo também consistem em frases nominais lexicais nas quais elas podem ser distinguidas de sua construção. Dentro da linguagem Pomo, frases nominais são frequentemente usadas em mais de uma situação. Essas frases nominais podem ter mais uso em certos contextos, porque o uso delas depende muito do falante e da compreensão do ouvinte. Quando usados de certas maneiras e em certos contextos, eles ativam certas sugestões que o interlocutor e ouvinte podem entender.
A estrutura da linguagem Pomo consiste em três pares principais de marcadores ao lidar com cláusulas.
hi e hla
in e da
ba e li
Hi e hla, quando traduzidos, tornam-se "e", "quando", ou "se", e aparecem em construções irreais onde uma determinada situação ou ação não é conhecida como ocorrendo no momento que o falante está falando. Quando a primeira cláusula da sentença é seguida pelo marcador hi, ela tem o mesmo sujeito da cláusula seguinte. Quando a primeira cláusula da sentença é seguida pelo marcador hla, ela tem um sujeito diferente daquele da cláusula seguinte.
In e da, quando traduzidas, tornam-se "enquanto", "quando", ou "tanto faz", e aparecem em construções reais onde se sabe que uma determinada situação ou ação aconteceu quando o falante está falando Quando a primeira cláusula da sentença é seguida pelo marcador in, ela tem o mesmo sujeito da cláusula seguinte: Quando a primeira cláusula da sentença é seguida pelo marcador  da , tem um sujeito diferente daquele da cláusula seguinte.
 Ba  e  li , quando traduzidas, tornam-se "e depois" ou "quando", e também aparecem em construções reais como in e da. Quando a primeira cláusula da sentença é seguida pelo marcador ba, ela tem o mesmo sujeito que a cláusula seguinte. Quando a primeira cláusula da sentença é seguida pelo marcador li, ela tem um sujeito diferente daquele da cláusula seguinte.

## Religião
O Pomo Central participa fortemente da religião Kuksu e segue o xamanismo. O Kuksu frequentemente realizava cerimônias de dança significativas enquanto vestia roupas tradicionais, interpretava e elaborava, e uma cerimônia anual de luto para prestar respeitos. Eles respeitavam os ritos de passagem da puberdade e a intervenção xamânica com o reino espiritual, e permitiam uma sociedade exclusivamente masculina que se reunia em salas de dança designadas. O Kuksu é um ser sobrenatural que o Pomo acreditava que seria um curador medicinal. O infame movimento "Culto ao Messias" foi praticado nos anos 1900. O culto acreditava em profetas desejosos. Estes profetas ganharam uma grande quantidade de respeito e status entre o povo Pomo.